# 표본화

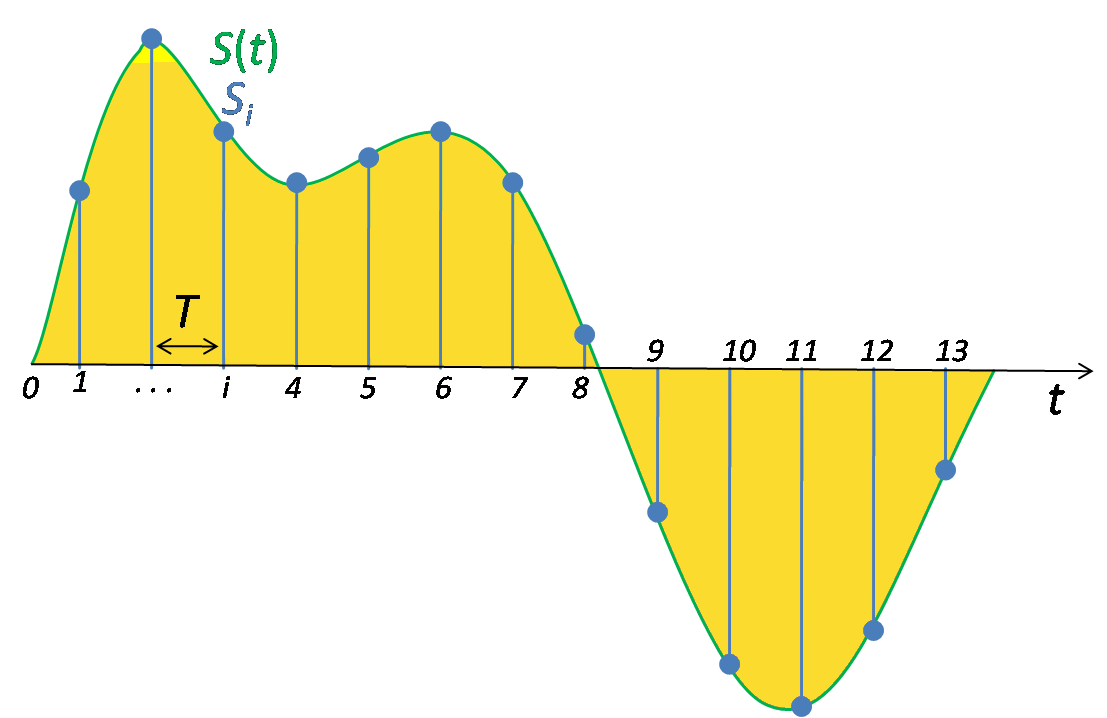
신호 샘플링 표현. 연속 값은 초록색으로 표현하였고 이산 값은 파란 색으로 표현하였다.

신호 처리에서 표본화(標本化) 또는 샘플링(sampling)은 연속 신호(유동적인 신호)를 이산 신호(수치화된 신호)로 감소시키는 것을 말한다. 이를테면 파동 (연속 시간 신호)을 일련의 표본(이산 시간 신호)으로 바꾸는 것을 들 수 있다.
표본은 시간 및 공간의 한 점의 값이나 값들의 모임을 가리킨다.

## 개요
일정한 모집단으로부터 표본을 얻기 위한 방법이 표본추출법인데, 거기에 여러 가지 방법이 있다. 이하 주요한 것만을 설명한다.  가장 기본적인 것은 단순임의추출(單純任意抽出)이다. 이는 모집단의 구성 요소의 어느 것이든 표본으로 선정될 확률이 동일하게 되게끔 하는 추출법이다. 그러나 이 방법은 모집단이 클 경우 등에는 곤란하거나 비용이 많이 들거나 하는 경우가 많아, 이하에 설명하는 것과 같은 별개의 추출법이 이용되는 수가 많다.  층화추출법(層化抽出法)은 모집단 전체를 몇 개의 부분, 즉 층(層)으로 분할하고 각 층에 전체의 표본을 할당하는 방법이다. 이 방법은 모집단을 구성하는 여러 가지 층을 빠짐없이 표본으로 포함시킴으로써 추정의 정도(精度)를 상승시킨다. 만일 각 층으로부터의 추출이 단순임의추출이면 이 방법은 층화임의추출이라고 불린다. 층화추출에 있어서의 한 가지 중요한 문제는 표본을 여러 가지 층에 어떻게 할당하는가 하는 것이 문제이다. 각 층의 크기에 비례하여 할당하는 방법이 비례층화추출이다. 또 모집단의 각 층에 있어서의 확률변수의 분산이 상당히 다른 경우에는, 그것을 고려에 넣은 표본할당을 실시하면 추정의 정밀도가 크게 상승하는 수가 있다. 또 표본의 단위비용(單位費用)이 각 층 사이에서 상이할 때에는 비용과 추정의 효율성을 생각하여 표본활동을 하는 것이 바람직한 것이다. 이와 같은 배려를 베푼 할당을 최적할당이라 부른다.  여론조사나 시장조사에서 흔히 쓰이는 방법의 하나에 할당추출법(割當抽出法)이 있는데, 이는 어떤 특성을 갖는 표본에서 각각 특정의 할당수만 추출하는 방법이다. 이는 유의추출(有意抽出： 조사자의 판단으로 대표적인 것이라든가 조사가 용이하다고 생각하는 것을 표본으로 하는 방법)에 속하는 것이다.  모집단 전체를 비교적 작은 부분집단, 즉 집락(集落)으로 나누어 그 집락을 단위로 하여 임의 추출을 하고 선정된 집락을 모두 표본으로 하는 방법을 집락추출(集落抽出)이라 한다. 이 집락이 지리적 단위인 경우에는 이를 지역추출(地域抽出)이라 한다.  각 집락이나 층(層), 다시 모집단으로부터 표본을 추출할 경우에 단순임의추출에 의하지 않고 그 구성 요소에 일련번호를 붙이고, 어떤 일정한 간격으로 표본을 추출하는 방법이 있다. 이것이 계통추출(系統抽出)이다. 이 방법은 구성 단위의 배열순서에 주기성(周期性)이 있는 경우에는 표본이 대표적이 되지 않을 염려가 있다.

## 복소 표본화
복소표본화는 두 개의 연관된 파형을 동시에 표본화함으로써 복소수로 표현될 수 있는 표본쌍을 얻는 과정을 말한다. 한 파형 {\displaystyle {\hat {s}}(t)}이 다른 파형 {\displaystyle s(t)}의 힐베르트 변환이라 할 때, 복소함수 {\displaystyle s_{a}(t)=s(t)+j\cdot {\hat {s}}(t)}를 해석 신호라고 하는데, 이 함수의 푸리에 변환의 음수부는 0이다.

## 같이 보기
- 디지털화
- 표본화 정리